# Пятовское (деревня)
Пя́товское — деревня в Троицком административном округе Москвы (до 1 июля 2012 года была в составе Наро-Фоминского района Московской области). Входит в состав поселения Первомайское.
Название, предположительно, связано с некалендарным личным именем Пята.

## Население
| 1859 | 1890 | 1899 | 1926 | 2002 | 2006 | 2010 |
| ---- | ---- | ---- | ---- | ---- | ---- | ---- |
| 56   | ↗81  | ↘64  | ↗101 | ↘0   | ↗2   | ↘0   |

Согласно Всероссийской переписи, в 2002 году в деревне не было постоянного населения. По данным на 2005 год, в деревне проживало 2 человека.

## География
Деревня Пятовское находится в северной части Троицкого административного округа, на правом берегу реки Десны примерно в 9 км к северо-западу от центра города Троицка. В 4 км севернее проходит Киевское шоссе М3, в 7 км северо-западнее — линия Киевского направления Московской железной дороги. Ближайшие населённые пункты — посёлок Первомайское и деревня Горчаково.

## История
Деревня упоминается в писцовых книгах 1627—1628 гг.:

…да к монастырю деревня Пятовская, на речке Пахре, а в ней двор монастырской, а в нем живут детеныши; да крестьян 6 дворов, — в них 8 человек…— Исторические материалы о церквах и сёлах XVI—XVIII ст.
В «Списке населённых мест» 1862 года — владельческая деревня 1-го стана Подольского уезда Московской губернии, по правую сторону старокалужского тракта, в 26 верстах от уездного города и 24 верстах от становой квартиры, при реке Десне и колодце, с 6 дворами и 56 жителями (28 мужчин, 28 женщин).
По данным на 1899 год — деревня Десенской волости Подольского уезда с 64 жителями.
В 1913 году — 16 дворов.
По материалам Всесоюзной переписи населения 1926 года — деревня Кривошеинского сельсовета Десенской волости Подольского уезда в 6,5 км от Калужского шоссе и 8,5 км от станции Апрелевка Киево-Воронежской железной дороги, проживал 101 житель (51 мужчина, 50 женщин), насчитывалось 17 крестьянских хозяйств.
1929—1946 гг. — населённый пункт в составе Красно-Пахорского района Московской области.
1946—1957 гг. — в составе Калининского района Московской области.
1957—1960 гг. — в составе Ленинского района Московской области.
1960—1963, 1965—2012 гг. — в составе Наро-Фоминского района Московской области.
1963—1965 гг. — в составе Звенигородского укрупнённого сельского района Московской области.